# 磁気生物学
磁気生物学（じきせぶつがく）とは、磁気が生物に及ぼす影響を調査する生物学。

## 概要
渡り鳥やクジラやイルカ等のように磁覚を備えると考えられる生物を対象とする。近年では昆虫やバクテリアにも対象が広がる。磁覚を有する生物の体内には有機磁性体の存在が示唆される。この分野の発展には高感度の磁力計が欠かせないため、磁力計の発展が発見をもたらしてきた。近年では高感度磁力計として超伝導量子干渉素子(SQUID)のみならず、冷媒が不要な高感度磁気センサの開発が進みつつある。